# Kubalowe Siodło
Kubalowe Siodło – szeroka przełęcz położona na wysokości ok. 1275 m n.p.m. znajdująca się we wschodnim ramieniu Karczmarskiego Wierchu w słowackiej części Tatr Wysokich. Kubalowe Siodło oddziela główny wierzchołek Karczmarskiego Wierchu (1438 m) od szczytu Kubalowej Czuby. Na Kubalowe Siodło nie prowadzą żadne znakowane szlaki turystyczne, ponieważ przełęcz ta znajduje się na obszarze ochrony ścisłej.
Spod Kubalowego Siodła opada na północny wschód dość duży Kubalowy Żleb. Jego wylot znajduje się w okolicach Kubalowej Polany, która leży w dolnych partiach Doliny Szerokiej.